# Hellas Verona Football Club 1999-2000
Questa voce raccoglie i dati riguardanti l'Hellas Verona Football Club nelle competizioni ufficiali della stagione 1999-2000.

## Stagione
Nella stagione 1999-2000 l'Hellas Verona ritornato nella massima serie, conferma sulla panchina i tecnici Cesare Prandelli e Pierino Fanna. Durante il girone di andata l'Hellas raccoglie poche vittorie e poche soddisfazioni, ritrovandosi in quart'ultima posizione al giro di boa con 16 punti, in piena lotta salvezza. La ripresa si è materializzata nella seconda parte del campionato, con una striscia di ben quindici risultati utili consecutivi, che hanno portato gli scaligeri ad un inaspettato nono posto finale. Il risultato più clamoroso è stato il 2-0 rifilato alla Juventus di Ancelotti alla terzultima giornata, undici anni dopo l'ultimo successo sui bianconeri, che ha portato in dote agli scaligeri la salvezza aritmetica, ed è costato ai bianconeri preziosi punti nella lotta per lo scudetto, poi vinto dalla Lazio (caduto a sua volta al Bentegodi per 1-0). Al termine della soddisfacente stagione dell'Hellas, arriva inattesa la notizia che i due tecnici scaligeri hanno deciso di lasciare il Verona, in polemica con il presidente Giambattista Pastorello, in merito a questioni di calciomercato.
Inizialmente, in merito al nono posto ottenuto in campionato, il Verona dovette disputare la Coppa Intertoto, ma Pastorello rifiutò di partecipare lasciando il posto al Perugia.
Nella Coppa Italia il Verona entra in scena nel secondo turno, subito eliminato nel doppio confronto dal Ravenna. In questa stagione a cavallo dei due secoli, la Coppa Italia giunta alla 52ª edizione, prevede una formula rinnovata, con due novità di rilievo, il ripristino del turno preliminare a otto gironi, che non riguarda il Verona, ed il doppio arbitro per dirigere le partite, che gli scaligeri invece sperimentano nel doppio confronto con il Ravenna.
Miglior marcatore in campionato è stato Fabrizio Cammarata con 9 reti. Seguito da Adailton a 7, Morfeo a 5, Melis a 3, Colucci, Apolloni, Brocchi, Laursen, Emiliano Salvetti e Aglietti con 2 reti a testa.

## Divise e sponsor

Fabrizio Cammarata, autore di 9 reti nella sua ultima stagione a Verona, in azione con la seconda divisa gialla.

Il fornitore tecnico della stagione fu Erreà, mentre lo sponsor ufficiale era Salumi Marsilli. Lo stemma societario cambiò colori e sopra ai mastini vi fu riportato il tricolore italiano.
| Casa | Trasferta | Terza divisa |

## Rosa
| N. |                      | Ruolo | Calciatore          |
| -- | -------------------- | ----- | ------------------- |
| 1  | Italia (bandiera)    | P     | Graziano Battistini |
| 17 | Francia (bandiera)   | P     | Sébastien Frey      |
| 12 | Italia (bandiera)    | P     | Gianluca Pegolo     |
| 26 | Italia (bandiera)    | D     | Luigi Apolloni      |
| 2  | Italia (bandiera)    | D     | Aimo Diana          |
| 3  | Italia (bandiera)    | D     | Gianluca Falsini    |
| 24 | Italia (bandiera)    | D     | Giancarlo Filippini |
| 4  | Italia (bandiera)    | D     | Marco Franceschetti |
| 6  | Italia (bandiera)    | D     | Natale Gonnella     |
| 29 | Danimarca (bandiera) | D     | Martin Laursen      |
| 25 | Italia (bandiera)    | D     | Luca Mezzano        |
| 20 | Croazia (bandiera)   | D     | Anthony Šerić       |
| 18 | Croazia (bandiera)   | D     | Tonči Žilić         |
| 16 | Italia (bandiera)    | C     | Giuseppe Anastasi   |
| 23 | Italia (bandiera)    | C     | Cristian Brocchi    |
| 21 | Italia (bandiera)    | C     | Leonardo Colucci    |
| 28 | Italia (bandiera)    | C     | Andrea Cossu        |

| N. |                    | Ruolo | Calciatore         |
| -- | ------------------ | ----- | ------------------ |
| 7  | Italia (bandiera)  | C     | Marco Giandebiaggi |
| 15 | Italia (bandiera)  | C     | Vincenzo Italiano  |
| 5  | Italia (bandiera)  | C     | Antonio Marasco    |
| 27 | Italia (bandiera)  | C     | Martino Melis      |
| 8  | Italia (bandiera)  | C     | Domenico Morfeo    |
| 25 | Italia (bandiera)  | C     | Alessandro Romano  |
| 26 | Italia (bandiera)  | C     | Alessandro Pagano  |
| 8  | Italia (bandiera)  | C     | Marco Piovanelli   |
| 22 | Croazia (bandiera) | C     | Ivan Rajčić        |
| 19 | Italia (bandiera)  | C     | Emiliano Salvetti  |
| 34 | Italia (bandiera)  | A     | Elvis Abbruscato   |
| 10 | Brasile (bandiera) | A     | Adaílton           |
| 14 | Italia (bandiera)  | A     | Alfredo Aglietti   |
| 11 | Italia (bandiera)  | A     | Fabrizio Cammarata |
| 9  | Italia (bandiera)  | A     | Michele Cossato    |
| 9  | Croazia (bandiera) | A     | Robert Špehar      |

## Risultati

### Serie A

#### Girone di andata
| Arbitro: | Braschi (Prato) |

|                       |           |  |
| C.Vieri 16’, 53’, 65’ | Marcatori |  |

| Arbitro: | Tombolini (Ancona) |

|                          |           |  |
| Marasco 20’ Aglietti 43’ | Marcatori |  |

| Arbitro: | Trentalange (Torino) |

|                                    |           |           |
| Batistuta 17’, 31’, 81’ Chiesa 38’ | Marcatori | 69’ Melis |

| Arbitro: | Rosetti (Torino) |

|  |           |                |
|  | Marcatori | 42’ Osmanovski |

| Arbitro: | Preschern (Mestre) |

|                                    |           |  |
| M. Amoroso 3’ Ortega 7’ Crespo 35’ | Marcatori |  |

| Arbitro: | Rodomonti (Teramo) |

|                                 |           |  |
| Cammarata 25’ Calori 60’ (aut.) | Marcatori |  |

| Bologna 24 ottobre 1999 7ª giornata | Bologna                                | 0 – 0 referto | Verona | Stadio Renato Dall'Ara (24 842 spett.)\| Arbitro: \| Pellegrino (Barcellona Pozzo di Gotto) \| |
| Arbitro:                            | Pellegrino (Barcellona Pozzo di Gotto) |               |        |                                                                                                |

| Verona 31 ottobre 1999 8ª giornata | Verona              | 0 – 0 referto | Milan | Stadio Bentegodi (30 556 spett.)\| Arbitro: \| Collina (Viareggio) \| |
| Arbitro:                           | Collina (Viareggio) |               |       |                                                                       |

| Arbitro: | Racalbuto (Gallarate) |

|                                          |           |  |
| Verón 17’ Salas 22’ Negro 45’ Bokšić 63’ | Marcatori |  |

| Arbitro: | Farina (Novi Ligure) |

|  |           |               |
|  | Marcatori | 23’ Artistico |

| Arbitro: | Bonfrisco (Monza) |

|                      |           |  |
| Di Napoli 42’ (rig.) | Marcatori |  |

| Arbitro: | Serena (Bassano del Grappa) |

|                           |           |  |
| Aglietti 34’ Adaílton 36’ | Marcatori |  |

| Arbitro: | Paparesta (Bari) |

|                                    |           |                                     |
| Muzzi 30’ Locatelli 57’ Sottil 62’ | Marcatori | 11’ (aut.) Sottil 28’, 47’ Adaílton |

| Arbitro: | Rosetti (Torino) |

|                     |           |  |
| Adaílton 55’ (rig.) | Marcatori |  |

| Arbitro: | Bonfrisco (Monza) |

|                |           |  |
| F. Inzaghi 48’ | Marcatori |  |

| Arbitro: | Messina (Bergamo) |

|                     |           |           |
| Adaílton 76’ (rig.) | Marcatori | 38’ Pirlo |

| Arbitro: | Nucini (Bergamo) |

|                                          |           |              |
| Montella 1’ Apolloni 7’ (aut.) Totti 41’ | Marcatori | 20’ Salvetti |

#### Girone di ritorno
| Arbitro: | Braschi (Prato) |

|             |           |                          |
| Laursen 35’ | Marcatori | 47’ Recoba 74’ R. Baggio |

| Arbitro: | Rodomonti (Teramo) |

|                                       |           |             |
| C. Lucarelli 7’ (rig.) Conticchio 69’ | Marcatori | 19’ Colucci |

| Arbitro: | Paparesta (Bari) |

|                      |           |                             |
| D. Morfeo 45+5’, 53’ | Marcatori | 23’ Batistuta 69’ Rui Costa |

| Arbitro: | Rossi (Ciampino) |

|             |           |               |
| Neqrouz 44’ | Marcatori | 39’ D. Morfeo |

| Arbitro: | Paparesta (Bari) |

|                                                |           |                                |
| Brocchi 2’ D. Morfeo 48’ Colucci 53’ Melis 81’ | Marcatori | 6’ Stanic 21’ Fuser 23’ Crespo |

| Perugia 27 febbraio 2000 23ª giornata | Perugia         | 0 – 0 referto | Verona | Stadio Renato Curi (9 637 spett.)\| Arbitro: \| Treossi (Forlì) \| |
| Arbitro:                              | Treossi (Forlì) |               |        |                                                                    |

| Verona 5 marzo 2000 24ª giornata | Verona             | 0 – 0 referto | Bologna | Stadio Marcantonio Bentegodi (14 559 spett.)\| Arbitro: \| De Santis (Tivoli) \| |
| Arbitro:                         | De Santis (Tivoli) |               |         |                                                                                  |

| Arbitro: | Treossi (Forlì) |

|                                 |           |                                          |
| Albertini 18’ Ševčenko 34’, 61’ | Marcatori | 53’ Apolloni 55’ Laursen 90+4’ Cammarata |

| Arbitro: | Serena (Bassano del Grappa) |

|               |           |  |
| D. Morfeo 30’ | Marcatori |  |

| Arbitro: | Braschi (Prato) |

|  |           |                              |
|  | Marcatori | 18’ Melis 34’, 40’ Cammarata |

| Arbitro: | Cesari (Genova) |

|             |           |  |
| Brocchi 68’ | Marcatori |  |

| Arbitro: | Branzoni (Pavia) |

|  |           |             |
|  | Marcatori | 37’ Falsini |

| Arbitro: | Cesari (Genova) |

|                            |           |                |
| Apolloni 73’ Cammarata 76’ | Marcatori | 48’, 61’ Fiore |

| Arbitro: | Nucini (Bergamo) |

|                    |           |                           |
| Budan 12’ Ganz 78’ | Marcatori | 80’ Adailton 86’ Salvetti |

| Arbitro: | Braschi (Prato) |

|                    |           |  |
| Cammarata 45’, 57’ | Marcatori |  |

| Arbitro: | Bazzoli (Merano) |

|             |           |               |
| Bogdani 25’ | Marcatori | 57’ Cammarata |

| Arbitro: | Braschi (Prato) |

|                            |           |                         |
| Adailton 13’ Cammarata 56’ | Marcatori | 8’ Tommasi 44’ Montella |

### Coppa Italia
| Arbitri: | P. Rossi (Ciampino) Preschern (Mestre) |

|                                     |           |           |
| Dell'Anno 19’ (rig.) Bertarelli 58’ | Marcatori | 15’ Diana |

| Arbitri: | Bolognino (Milano) Bonfrisco (Monza) |

|                       |           |                            |
| Piovanelli 90’ (rig.) | Marcatori | 15’ Murgita 70’ Centofanti |